# EBS (Trafikverket)
Vägverkets föreskrifter om tillämpningen av europeiska beräkningsstandarder, EBS, innehåller regler för hur eurokoderna fick tillämpas vid dimensionering av broar i Sverige och gavs ut av Vägverket. EBS har ersatts av Transportstyrelsens föreskrifter och allmänna råd om tillämpning av eurokoder.
Tillämpningen av Eurokoderna för dimensionering av byggnader i Sverige regleras i Boverkets föreskrifter och allmänna råd om tillämpning av europeiska konstruktionsstandarder, EKS, som ges ut av Boverket.